# Пуховичі (станція)
Пу́ховичі (біл. Пухавічы, трансліт: Puchavičy) — проміжна залізнична станція Мінського відділення Білоруської залізниці. Розташована в місті Мар'їна Гірка Мінської області (Білорусі). Розташована за 62 кілометри від Мінського залізничного вокзалу на залізничній гілці південно-східного напрямку (від Мінська). Ця гілка — головний під'їзд до міста Осиповичі й далі до Гомеля та кордону з Україною.
Дільниця Мінськ — Жлобин — Гомель електрифікована. Приблизний час у дорозі з усіма зупинками електропоїзду Пуховичі — Мінськ-Пасажирський — 1 год. 16 хв.
Станція обслуговує поїзди далекого та приміського сполучення. Відкрита для виконання вантажних перевезень.

## Історія
Станція відкрита у 1873 році, одночасно з введенн в експлуатацію дільниці Ново-Вілейське — Мінськ — Гомель-Пасажирський Лібаво-Роменської залізниці (тобто залізниці Лієпая — Ромни). З 1919 року в складі Західних залізниць, з 1936 року в складі Білоруської залізниці.
У 1970 році станція електрифікована змінним струмом (~25 кВ). 31 грудня 1970 року відкрито рух приміських електропоїздів за маршрутом Мінськ — Пуховичі. У 1971 році подовжена електрифікація дільниці до станції Талька.

## Пасажирське сполучення
Приміське сполучення електропоїздами:
- Мінськ — Руденськ
- Мінськ — Пуховичі
- Мінськ — Талька
- Мінськ — Осиповичі
- Мінськ — Бобруйськ
- Мінськ — Жлобин[2].

Станція відправляє та приймає поїзди далекого сполучення:
| №                    | Маршрут руху                        | № поїзда  | Маршрут руху       |
| -------------------- | ----------------------------------- | --------- | ------------------ |
| 094Ш/094Б            | Одеса — Мінськ                      | 632/631Ф  | Гродно — Гомель    |
| 100Д/99Ф             | Новоолексіївка*, Запоріжжя — Мінськ | 647/648Б  | Гомель — Мінськ    |
| 371/372              | Могильов — Львів                    | 649Б/650Б | Могильов — Берестя |
| 302/301Б*            | Мінськ — Адлер                      | 669/670Б  | Гомель — Мінськ    |
| 389С/390Б*           | Анапа — Мінськ                      | 741Б/742Б | Жлобин — Мінськ    |
| 446/445Б*, 150/149Б* | Мінськ — Мінеральні Води            | 743/744Б  | Бобруйськ — Мінськ |
| 621Б/622Б            | Гомель — Мінськ                     | 747Б/748Б | Мінськ — Бобруйськ |

Примітка: Зірочкою позначені поїзди, які курсують в літній період.